# Пожарбосі
Пожарбо́сі (рос. Пожарбоси, чув. Пушарпуç) — присілок у складі Канаського району Чувашії, Росія. Входить до складу Кошноруйського сільського поселення.
Населення — 86 осіб (2010; 82 у 2002).
Національний склад:
- чуваші — 95 %

Стара назва — Пожарпосі.